# Counting Stars
"Counting Stars" là một bài hát của ban nhạc Mỹ OneRepublic nằm trong album phòng thu thứ ba của họ, Native (2013). Nó được phát hành như là đĩa đơn thứ ba trích từ album và đầu tiên ở Vương quốc Anh và một số thị trường khác vào ngày 14 tháng 6 năm 2013 bởi Mosley Music Group và Interscope Records. "Counting Stars" được viết lời bởi giọng ca chính của nhóm Ryan Tedder, và anh cũng tham gia đồng sản xuất nó với Noel Zancanella, cộng tác viên quen thuộc trong sự nghiệp của OneRepublic và đã hợp tác với nhóm trong nhiều đĩa đơn thành công trước đây như "Good Life" và đĩa đơn đầu tiên từ Native "Feel Again" (2012). Được sáng tác trong quá trình Tedder làm việc với ca sĩ người Mỹ Beyoncé và dự định sẽ do nữ ca sĩ thể hiện, bài hát là một bản folk pop mang nhiều âm hưởng từ disco và phúc âm với nội dung đề cập đến những áp lực trong cuộc sống hiện đại mà mỗi người phải đối mặt và so sánh việc đếm sao như là một cách để trấn an tinh thần, trong đó kết hợp nhiều loại nhạc cụ khác nhau như piano, đàn acoustic và đàn hạc.
Sau khi phát hành, "Counting Stars" nhận được những phản ứng tích cực từ các nhà phê bình âm nhạc, trong đó họ đánh giá cao nội dung lời bài hát cũng như quá trình sản xuất của nó, đồng thời gọi đây là một điểm nhấn nổi bật từ album. Ngoài ra, bài hát còn gặt hái nhiều giải thưởng và đề cử tại những lễ trao giải lớn, bao gồm một đề cử tại giải thưởng âm nhạc Billboard năm 2014 cho Top Bài hát nhạc số. "Counting Stars" cũng tiếp nhận những thành công vượt trội về mặt thương mại, đứng đầu các bảng xếp hạng ở Canada, Phần Lan, Ba Lan và Vương quốc Anh, và lọt vào top 10 ở hầu hết những quốc gia nó xuất hiện, bao gồm vươn đến top 5 ở nhiều thị trường lớn như Úc, Áo, Brazil, Đan Mạch, Đức, Ireland, New Zealand, Na Uy và Tây Ban Nha. Tại Hoa Kỳ, bài hát đạt vị trí thứ hai trên bảng xếp hạng Billboard Hot 100 trong hai tuần, trở thành đĩa đơn thứ ba của OneRepublic vươn đến top 10 và ngang bằng thành tích với "Apologize" (2007) như là đĩa đơn có thứ hạng trong sự nghiệp của nhóm trên Hot 100, đồng thời tiêu thụ được hơn 5.7 triệu bản tại đây.
Video ca nhạc cho "Counting Stars" được đạo diễn bởi James Lees, trong đó bao gồm những cảnh ban nhạc trình diễn bài hát ở tầng trệt của một tòa nhà và bên dưới một hội thánh nhà thờ đang diễn ra ở tầng trên, trước khi trần nhà bị phá hủy và khiến một người rơi xuống sàn nhà ở căn phòng của ban nhạc, cũng như xen kẽ với hình ảnh một con cá sấu đang bò qua tầng trệt. Để quảng bá bài hát, OneRepublic đã trình diễn nó trên nhiều chương trình truyền hình và lễ trao giải lớn, bao gồm Good Morning America, Jimmy Kimmel Live!, Today, The Voice, giải thưởng âm nhạc Billboard năm 2014 và giải Sự lựa chọn của Công chúng lần thứ 40, cũng như trong nhiều chuyến lưu diễn của họ. Kể từ khi phát hành, "Counting Stars" đã được hát lại bởi nhiều nghệ sĩ khác nhau, như Little Mix, George Ezra, The Vamps, Lost Frequencies, Christina Grimmie và dàn diễn viên của Glee, cũng như xuất hiện trong nhiều tác phẩm điện ảnh và truyền hình, bao gồm Earth to Echo, Golic and Wingo và Rookie Blue. Tính đến nay, nó đã bán được hơn 8 triệu bản trên toàn cầu, trở thành một trong những đĩa đơn bán chạy nhất mọi thời đại.

## Danh sách bài hát
- Đĩa CD[1]

1. "Counting Stars" – 4:17
2. "Counting Stars" (Lovelife phối lại) – 3:55

## Thành phần thực hiện
Thành phần thực hiện được trích từ ghi chú của Native, Mosley Music Group và Interscope Records.
Thu âm và phối khí
- Thu âm tại Black Rock Studio Santorini ở Santorini, Hy Lạp và Patriot Studios ở Denver, Colorado.
- Phối khí tại Sterling Sound, New York.

Thành phần
- Viết lời – Ryan Tedder
- Sản xuất – Ryan Tedder, Noel Zancanella
- Kỹ sư – Smith Carlson
- Hỗ trợ kỹ sư – Matthew Tryba
- Đàn hạc – HarpEri
- Đàn acoustic – Zach Filkins
- Guitar nhịp – Drew Brown
- Bass – Brent Kutzle
- Đàn phím – Ryan Tedder
- Trống, bộ gõ – Eddie Fisher
- Giọng nền – Bobbie Gordon, Brent Kutzle, Zach Filkins, David McGlohon
- Phối khí – Joe Zook
- Hỗ trợ phối khí – Ryan Lipman
- Master – Chris Gehringer, Will Quinnell

## Xếp hạng
| Bảng xếp hạng (2013-15)                    | Vị trí cao nhất |
| ------------------------------------------ | --------------- |
| Úc (ARIA)                                  | 2               |
| Áo (Ö3 Austria Top 40)                     | 4               |
| Bỉ (Ultratop 50 Flanders)                  | 22              |
| Bỉ (Ultratop 50 Wallonia)                  | 3               |
| Brazil (Billboard Brasil Hot 100)          | 2               |
| Brazil Hot Pop Songs                       | 1               |
| Canada (Canadian Hot 100)                  | 1               |
| Cộng hòa Séc (Rádio Top 100)               | 2               |
| Đan Mạch (Tracklisten)                     | 3               |
| Phần Lan (Suomen virallinen lista)         | 1               |
| Pháp (SNEP)                                | 7               |
| Đức (Official German Charts)               | 3               |
| Hy Lạp Nhạc số (Billboard)                 | 4               |
| Hungary (Rádiós Top 40)                    | 6               |
| Hungary (Single Top 40)                    | 3               |
| Ireland (IRMA)                             | 2               |
| Israel (Media Forest)                      | 1               |
| Ý (FIMI)                                   | 8               |
| Luxembourg Nhạc số (Billboard)             | 5               |
| Mexico Inglés (Billboard)                  | 1               |
| Mexico Anglo Chart (Monitor Latino)        | 3               |
| Hà Lan (Dutch Top 40)                      | 3               |
| Hà Lan (Single Top 100)                    | 8               |
| New Zealand (Recorded Music NZ)            | 2               |
| Na Uy (VG-lista)                           | 4               |
| Ba Lan (Polish Airplay Top 100)            | 1               |
| Scotland (OCC)                             | 1               |
| Slovakia (Rádio Top 100)                   | 1               |
| Tây Ban Nha (PROMUSICAE)                   | 4               |
| Thụy Điển (Sverigetopplistan)              | 6               |
| Thụy Sĩ (Schweizer Hitparade)              | 9               |
| Anh Quốc (OCC)                             | 1               |
| Hoa Kỳ Billboard Hot 100                   | 2               |
| Hoa Kỳ Adult Contemporary (Billboard)      | 1               |
| Hoa Kỳ Adult Pop Airplay (Billboard)       | 1               |
| Hoa Kỳ Dance Club Songs (Billboard)        | 30              |
| Hoa Kỳ Pop Airplay (Billboard)             | 1               |
| Hoa Kỳ Rhythmic (Billboard)                | 22              |
| Venezuela Pop Rock General (Record Report) | 19              |

| Bảng xếp hạng (2013)                     | Vị trí |
| ---------------------------------------- | ------ |
| Australia (ARIA)                         | 8      |
| Austria (Ö3 Austria Top 75)              | 32     |
| Canada (Canadian Hot 100)                | 70     |
| Denmark (Tracklisten)                    | 49     |
| Germany (Official German Charts)         | 21     |
| Hungary (Rádiós Top 40)                  | 38     |
| Ireland (IRMA)                           | 13     |
| Netherlands (Dutch Top 40)               | 154    |
| New Zealand (Recorded Music NZ)          | 11     |
| Slovenia (SloTop50)                      | 5      |
| Sweden (Sverigetopplistan)               | 39     |
| Switzerland (Schweizer Hitparade)        | 38     |
| UK Singles (Official Charts Company)     | 9      |
| US Billboard Hot 100                     | 63     |
| US Adult Top 40 (Billboard)              | 26     |
| Bảng xếp hạng (2014)                     | Vị trí |
| Belgium (Ultratop 50 Flanders)           | 76     |
| Belgium (Ultratop 50 Wallonia)           | 13     |
| Canada (Canadian Hot 100)                | 3      |
| Denmark (Tracklisten)                    | 33     |
| France (SNEP)                            | 18     |
| Hungary (Single Top 40)                  | 49     |
| Israel (Media Forest)                    | 13     |
| Italy (FIMI)                             | 13     |
| Netherlands (Dutch Top 40)               | 12     |
| Netherlands (Single Top 100)             | 30     |
| Slovenia (SloTop50)                      | 28     |
| South Korea (Gaon International Singles) | 71     |
| Spain (PROMUSICAE)                       | 31     |
| Sweden (Sverigetopplistan)               | 38     |
| Switzerland (Schweizer Hitparade)        | 66     |
| UK Singles (Official Charts Company)     | 44     |
| US Billboard Hot 100                     | 5      |
| US Adult Contemporary (Billboard)        | 2      |
| US Adult Top 40 (Billboard)              | 6      |
| US Pop Songs (Billboard)                 | 2      |
| Bảng xếp hạng (2015)                     | Vị trí |
| South Korea (Gaon International Singles) | 49     |
| Bảng xếp hạng (2016)                     | Vị trí |
| South Korea (Gaon International Singles) | 55     |
| Bảng xếp hạng (2017)                     | Vị trí |
| South Korea (Gaon International Singles) | 92     |

| Bảng xếp hạng                        | Vị trí |
| ------------------------------------ | ------ |
| UK Singles (Official Charts Company) | 64     |
| US Billboard Hot 100                 | 155    |
| US Adult Top 40 (Billboard)          | 5      |
| US Pop Songs (Billboard)             | 16     |

## Chứng nhận
| Quốc gia | Chứng nhận   | Số đơn vị/doanh số chứng nhận |
| --- | ------------ | ----------------------------- |
| Úc (ARIA) | 7× Bạch kim  | 490.000‡                      |
| Áo (IFPI Áo) | Bạch kim     | 30.000*                       |
| Bỉ (BEA) | Vàng         | 15.000*                       |
| Canada (Music Canada) | Kim cương    | 0‡                            |
| Đan Mạch (IFPI Đan Mạch) | Vàng         | 15.000^                       |
| Pháp (SNEP) | —            | 75,400                        |
| Đức (BVMI) | 3× Vàng      | 750.000‡                      |
| Ý (FIMI) | 4× Bạch kim  | 120.000‡                      |
| México (AMPROFON) | 2× Bạch kim  | 120.000*                      |
| Hà Lan (NVPI) | 2× Bạch kim  | 40.000^                       |
| New Zealand (RMNZ) | 2× Bạch kim  | 30.000*                       |
| Hàn Quốc (Gaon Chart) | —            | 699,178                       |
| Thụy Điển (GLF) | 5× Bạch kim  | 100.000‡                      |
| Thụy Sĩ (IFPI) | Bạch kim     | 30.000^                       |
| Anh Quốc (BPI) | 2× Bạch kim  | 1,640,508                     |
| Hoa Kỳ (RIAA) | 10× Bạch kim | 10.000.000‡                   |
| Venezuela (APFV) | Bạch kim     | 10.000^                       |
| Streaming |              |                               |
| Đan Mạch (IFPI Đan Mạch) | 3× Bạch kim  | 5.400.000^                    |
| Tây Ban Nha (PROMUSICAE) | 2× Bạch kim  | 20.000.000‡                   |
| * Chứng nhận dựa theo doanh số tiêu thụ. ^ Chứng nhận dựa theo doanh số nhập hàng. ‡ Chứng nhận dựa theo doanh số tiêu thụ và phát trực tuyến. |              |                               |

## Lịch sử phát hành
| Khu vực | Ngày                | Định dạng           | Hãng đĩa                               |
| ------- | ------------------- | ------------------- | -------------------------------------- |
| Áo      | 14 tháng 6 năm 2013 | Đĩa CD              | Mosley Music Group, Interscope Records |
| Đức     | 14 tháng 6 năm 2013 | Đĩa CD              | Mosley Music Group, Interscope Records |
| Thụy Sĩ | 14 tháng 6 năm 2013 | Đĩa CD              | Mosley Music Group, Interscope Records |
| Hoa Kỳ  | 8 tháng 10 năm 2013 | Phát thanh (Top 40) | Mosley Music Group, Interscope Records |